# Andronico (nome)
Andronico  è un nome proprio di persona italiano maschile.

## Varianti
- Femminili: Andronica[3]

### Varianti in altre lingue
- Armeno: Անդրոնիկ (Andronik)
- Basco: Andornika[5]
- Catalano: Andrónic[5]
- Croato: Andronik
- Esperanto: Androniko
- Francese: Andronic
- Greco antico: Ανδρόνικος (Andronikos)[2][6]
- Latino: Andronicus[1][2][6]
- Polacco: Andronik
- Russo: Андроник (Andronik)
- Spagnolo: Andrónico[5]

## Origine e diffusione
Deriva dal greco Ανδρόνικος (Andrònikos), composto da ἀνδρός (andros, genitivo di ἀνήρ, aner, "uomo", come in Andrea) e νικη (niké, "vittoria"), quindi significa "[uomo] vittorioso" o "vittoria di un uomo" o "vincitore di guerrieri". Gli stessi elementi, disposti invertiti, compongono il nome Nicandro e, secondo alcune interpretazioni, anche il nome Nicanore.
Il nome è presente nella Bibbia, dove Andronico (assieme a Giunia) è salutato da Paolo nella sua lettera ai Romani (16:7). Anticamente era molto comune nell'Oriente cristiano (venne portato da svariati santi orientali e imperatori bizantini), mentre non prese piede nei territori romani più occidentali; la sua diffusione odierna in Italia è molto scarsa, debolmente sostenuta dal culto dei santi così chiamati.

## Onomastico
L'onomastico può essere festeggiato in memoria di più santi, alle date seguenti:
- 7 giugno, sant'Andronico, vescovo e martire a Perm', venerato dalla Chiesa ortodossa[10]
- 30 giugno, sant'Andronico, discepolo di san Paolo assieme alla moglie santa Giunia[10]
- 9 ottobre, sant'Andronico, eremita in Egitto con la moglie Anastasia[10]
- 11 ottobre, sant'Andronico, martire con i santi Taraco e Probo a Tarso sotto Diocleziano[5][10]

## Persone

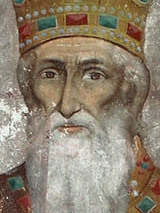
Andronico II Paleologo

- Livio Andronico,poeta, drammaturgo e attore teatrale romano
- Tazio Andronico, console e prefetto del pretorio romano
- Andronico di Rodi, filosofo greco antico
- Andronico I di Trebisonda, imperatore di Trebisonda
- Andronico II di Trebisonda, imperatore di Trebisonda
- Andronico III di Trebisonda, imperatore di Trebisonda
- Andronico Callisto, umanista e copista bizantino
- Andronico Camatero, funzionario bizantino
- Andronico Cantacuzino, banchiere e diplomatico greco
- Andronico Comneno, figlio di Giovanni II Comneno
- Andronico I Comneno, imperatore bizantino
- Andronico Contostefano, generale, ammiraglio e politico bizantino
- Andronico Ducas, generale bizantino
- Andronico Paleologo, despota di Tessalonica
- Andronico II Paleologo, imperatore bizantino
- Andronico III Paleologo, imperatore bizantino
- Andronico IV Paleologo, imperatore bizantino
- Andronico V Paleologo, imperatore bizantino